# Cladura monacantha
Cladura monacantha är en tvåvingeart. Cladura monacantha ingår i släktet Cladura och familjen småharkrankar.

## Underarter
Arten delas in i följande underarter:
- C. m. fimbriata
- C. m. monacantha